# Rocher du dragon
Cet article concerne le lieu mystique à Aix-en-Provence. Pour l'île de la baie de Saint Malo, voir Rocher du Dragon (Baie de Saint Malo).
La légende du Rocher du dragon fait partie du folklore aixois depuis le XVIe siècle. Situé à 1 km au Nord-Ouest du centre d'Aix-en-Provence entre l'Hôpital et la Montée d'Avignon, ce rocher a donné son nom à un Quartier "Le Rocher du Dragon", à une station de Bus "Rocher du Dragon", une école maternelle "Ecole Maternelle Publique Rocher du Dragon" et à un important établissement scolaire.

## Histoire
La sape d'un rocher au Nord-Ouest du centre d'Aix-en-Provence livre des ossements, ce qui donne naissance au XVIe siècle à la légende locale selon laquelle un dragon avait son repaire en ce lieu et dévorait les passants, y laissant après ses repas leurs os. L'érudit Peiresc croit identifier en 1630 des os d'hommes et de chevaux mêlés, ce qui renforce la légende qui est enrichie par l'intervention d'un saint  sauroctone. Grâce à l'intercession de saint André qui avait une chapelle placée sous son vocable près du Rocher, la ville est délivrée de ce monstre.
En reconnaissance de cet acte, les habitants font ériger sur ce rocher un oratoire dédié à Saint-André et une procession s'y rend chaque année. Chaque année, le troisième jour de la fête des Rogations, une procession est précédée par des fidèles qui promènent un « Dragon ailé » construit avec des planches et du carton, et dont la gueule est grande ouverte. Cela permet aux gens participant à cette cérémonie d'y jeter du pain et autres aliments dans l'espoir de lui couper l'appétit et d'épargner les passants qui approchent de son repaire.
L'oratoire est démoli vers 1625 avec une partie du rocher a définitivement disparu en 1766 à coups d'explosifs.
Dès le XVIIIe siècle, des naturalistes tels que Guettard, Lamanon ou Saporta remettent en cause la nature humaine des ossements. Le Rocher du Dragon constitué de grès rouge grossier est en fait un lit à ossements datant du miocène et contenant probablement des fossiles de vertébrés non humains dont certains restes sont conservés dans le muséum d'histoire naturelle d'Aix-en-Provence.